# Willys Jeep Station Wagon
Willys Jeep Station Wagon – samochód osobowy typu SUV klasy średniej produkowany pod amerykańską marką Willys w latach 1946–1964 oraz 1950–1977 w Brazylii.

## Historia i opis modelu

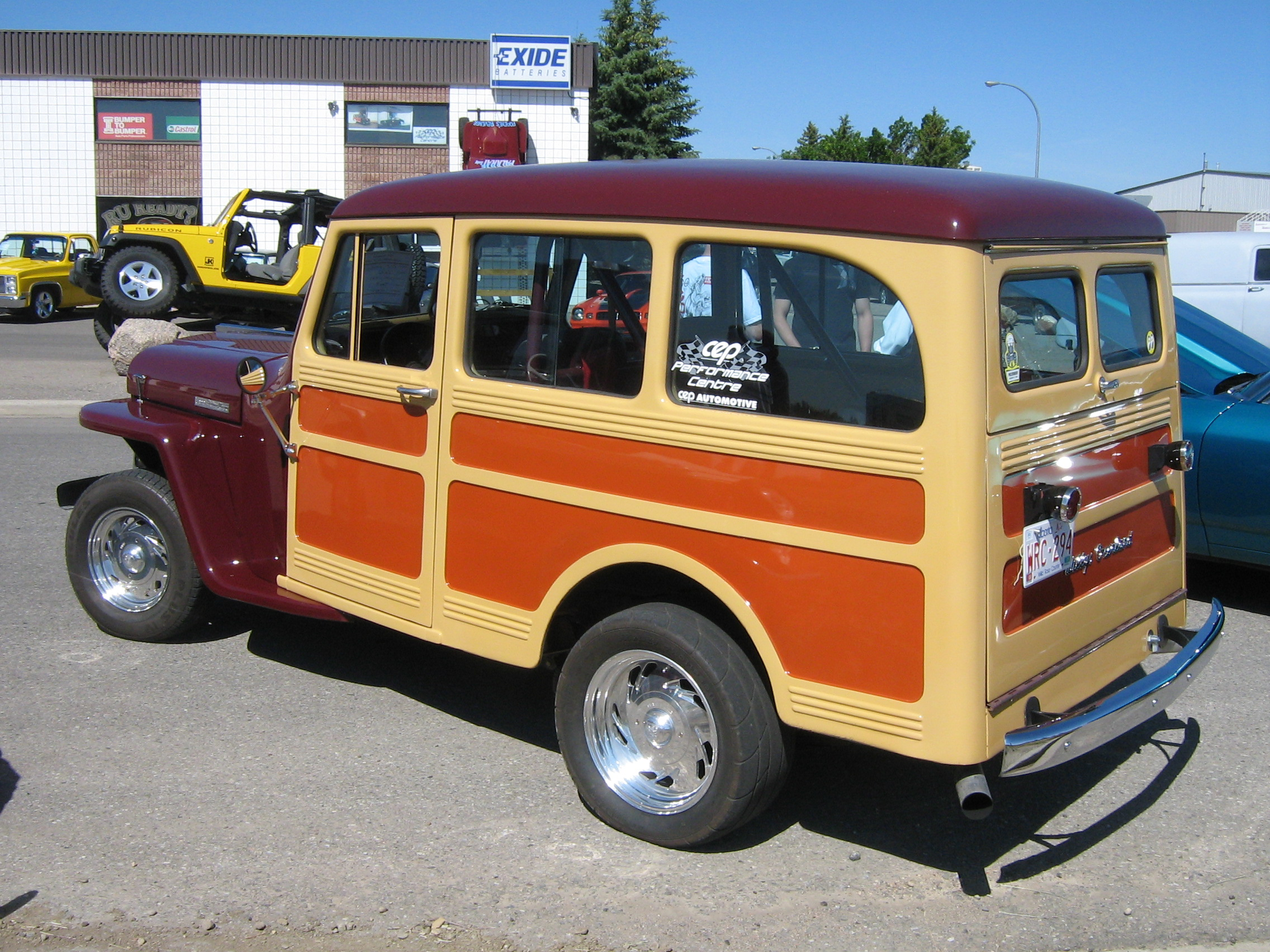
Willys Jeep Station Wagon – tył

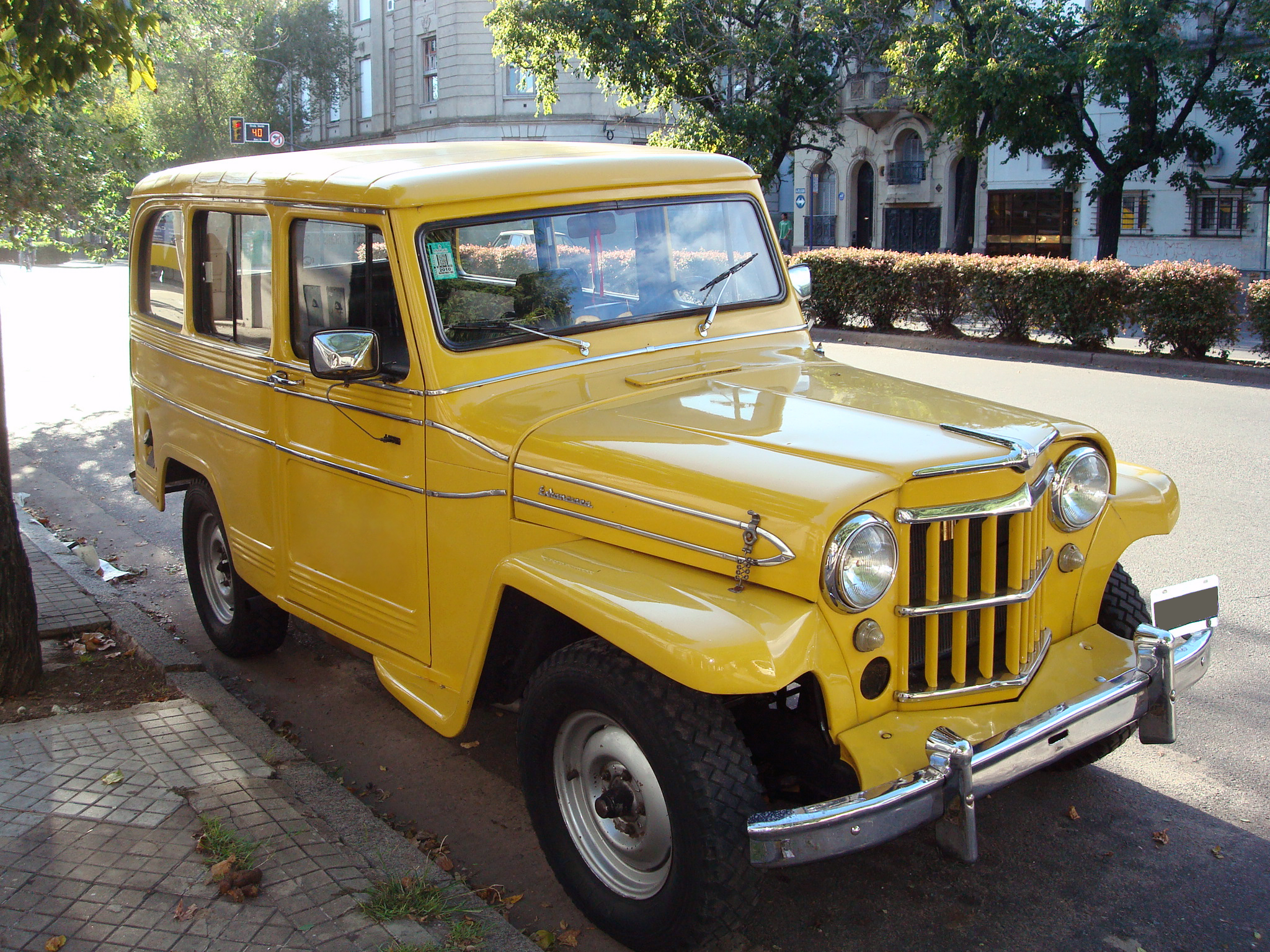
argentyński Jeep Station Wagon

W połowie lat 40. XX wieku Willys-Overland przedstawił nowy model łączący cechy samochodu terenowego i vana, charakteryzujące się podwyższonym prześwitem i dużą, kanciastą kabiną pasażerską. Przednia część nadwozia otrzymała charakterystyczny wygląd pasa przedniego dla innych modeli linii Jeep, z okrągłymi, wąsko rozstawionymi reflektorami.

### Ameryka Południowa
Station Wagon był produkowany także w Argentynie i Brazylii, gdzie wytwarzano go dłużej do późnych lat 70. XX wieku. Na przestrzeni lat samochód przechodził liczne modyfikacje wizualne, niezależnie od północnoamerykańskiego odpowiednika.

### Silnik
- L4 2.2l
- V6 3.8l